# Нохиме
Нохиме (јап. 濃姫, дословно племенита госпођа Но), правим именом Кичо (јап. 帰蝶), била је јапанска властелинка из периода Сенгоку. У историји је запамћена као супруга ујединитеља Јапана, Ода Нобунаге.

## Биографија
Кичо је рођена после 1530. као ћерка Саито Досана, бившег путујућег трговца који се изузетним лукавством и суровошћу уздигао до господара провинције Мино. Познат међу савременицима као Отровница из Мина, Досан је 1550. заратио са својим суседом из провинције Овари, ратоборним великашем по имену Ода Нобухиде. Након битке у којој је однео победу, Досан је склопио мир са Одом, давши своју кћер за жену његовом сину, младом Ода Нобунаги.
Иако политички, брак се показао као срећан и дуговечан, иако нису имали деце. Након што је њен брат Саито Јошитацу свргао и убио оца 1556, брак са Кичо дао је Нобунаги право на провинцију Мино, коју је заузео 1567, протеравши њеног братића Саито Тацуокија. Иако је Нобунага имао децу са више конкубина, остао је у браку са Кичо до смрти. По легенди, Кичо је умрла заједно са мужем, борећи се против побуњеника Акечи Мицухидеа у храму Хоноџи 1582. године.